# Tony Nardi
Pour les articles homonymes, voir Nardi.
Tony Nardi est un acteur canadien né en 1958 en Calabre (Italie).

## Filmographie
- 1981 : Gas : Plant Manager
- 1982 : Deux super-dingues : Toto
- 1987 : Dreams Beyond Memory : Commercial Director
- 1987 : Concrete Angels : Sal
- 1988 : Kalamazoo : Globenski
- 1989 : Cruising Bar : Marcello
- 1989 : Speaking Parts : Eddy
- 1989 : La Famiglia Buonanotte
- 1990 : Une histoire inventée : Toni
- 1991 : The Adjuster : The Motel Manager
- 1992 : La Sarrasine : Giuseppe Moschella
- 1993 : Embrasse-moi, c'est pour la vie (TV) : Jean-René
- 1993 : Les Amoureuses : Nino
- 1996 : Udertaker
- 1996 : Rossini's Ghost (TV)
- 1997 : In the Presence of Mine Enemies (TV) : Emmanuel
- 1997 : Le Laideron : Ian
- 1998 : Galileo: On the Shoulders of Giants (TV) : Michelangelo
- 1998 : La Déroute : Joe Aiello
- 1999 : Angel in a Cage : Xav
- 1999 : Bonanno: A Godfather's Story (TV) : Joseph Bonanno (Ages 35-61)
- 1999 : My Father's Angel : Ahmed
- 2000 : Bad Faith : Vidal
- 2001 : Come l'America (TV) : Vincenzo
- 2002 : Escape from the Newsroom (TV) : Producer
- 2003 : Platinum (série TV) : Nick Tashijan
- 2004 : Il Duce canadese (feuilleton TV) : Angelo Alvaro
- 2011-2012 : Jessica King : Peter Graci (21 épisodes)
- 2015 : Corbo (Insoumis) : Nicola Corbo
- 2020 : Mafia Inc. : Zizi Zippo